# ۲۷ ربیع‌الثانی
۲۷ ربیع‌الثانی، بیست و هفتمین روز از ماه ربیع‌الثانی در تقویم هجری قمری است.
در تقویم هجری قمری قراردادی این روز صد و شانزدهمین روز سال است.

## درگذشتگان
1441 قمری - نورعلی تابنده، قطب سی و نهم سلسله نعمت‌اللهی سلطانعلیشاهی گنابادی.